# Carlos Hernández Valverde
Carlos Hernández Valverde (La Pastora, 9 de abril de 1982) é um futebolista profissional costa-riquenho, atacante, atualmente defende o Prayag United.

## Carreira
Carlos Hernández representou a Seleção Costarriquenha de Futebol nas Olimpíadas de 2004.